# Erik Westrum
Erik Clinton Westrum (* 26. Juli 1979 in Apple Valley, Minnesota) ist ein ehemaliger US-amerikanischer Eishockeyspieler, der im Verlauf seiner aktiven Karriere zwischen 1997 und 2012 unter anderem 27 Spiele für die Phoenix Coyotes, Minnesota Wild und Toronto Maple Leafs in der National Hockey League (NHL) auf der Position des Centers bestritten hat. Darüber hinaus absolvierte Westrum weitere 434 Partien in der American Hockey League (AHL) und stand fünf Spielzeiten beim HC Ambrì-Piotta in der Schweizer National League A (NLA) unter Vertrag. Sein Vater Pat Westrum war ebenfalls professioneller Eishockeyspieler.

## Karriere

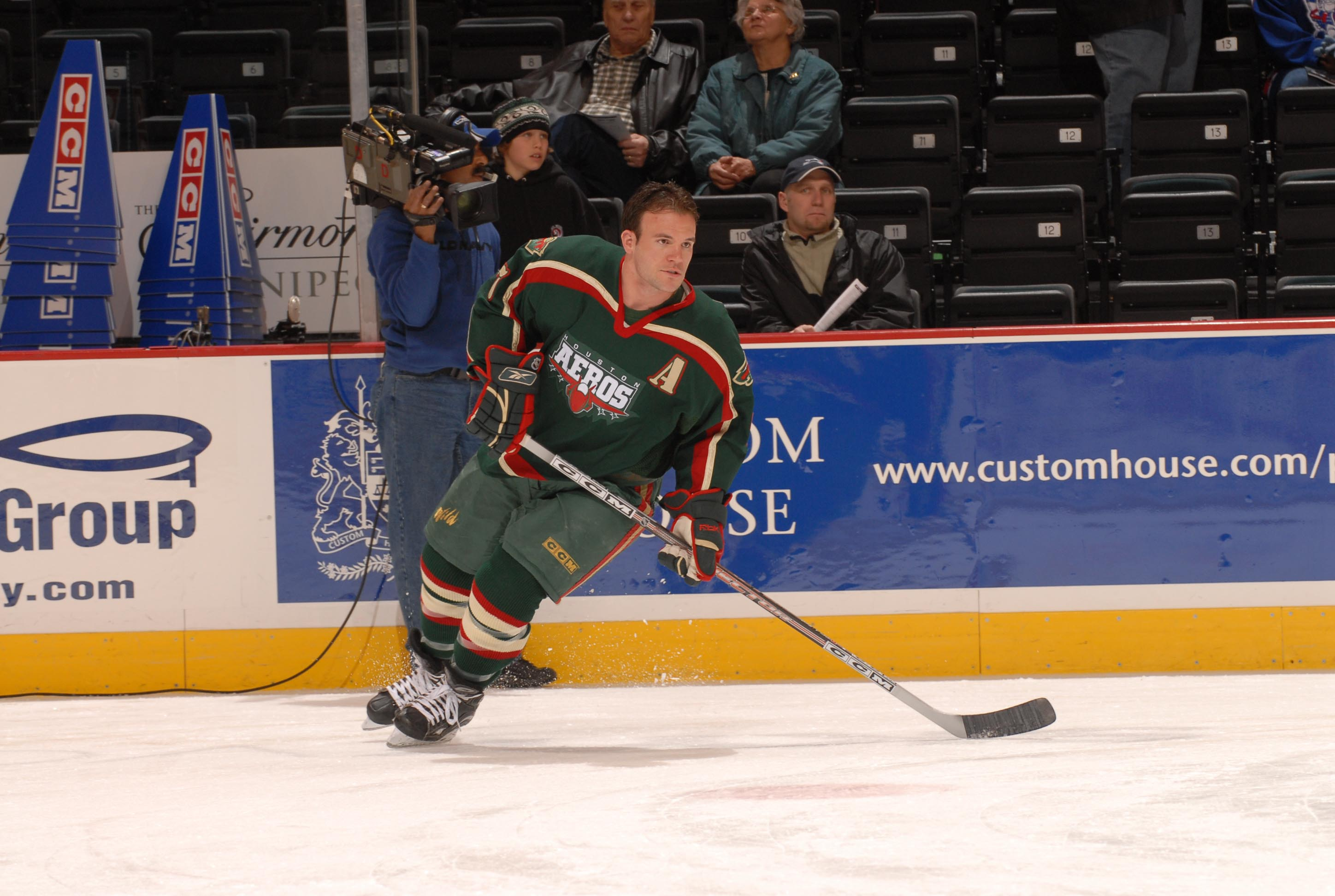
Westrum im Trikot der Houston Aeros (2006)

Westrum wurde im NHL Entry Draft 1998 in der siebten Runde an 187. Stelle von den Phoenix Coyotes aus der National Hockey League (NHL) gedraftet. Zu dieser Zeit spielte er in der Western Collegiate Hockey Association (WCHA), einer Division im Spielbetrieb der National Collegiate Athletic Association (NCAA), für die University of Minnesota.
Zur Saison 2001/02 wechselte er in die American Hockey League (AHL) zum damaligen Farmteam der Coyotes, den Springfield Falcons. Dort verbrachte er die folgenden beiden Spielzeiten, ehe er den Sprung ins NHL-Team schaffte. In der Saison 2003/04 kam er so zu 15 Einsätzen in der NHL, verbrachte den Großteil der Saison aber im Team der Falcons. Aufgrund des Lockouts der NHL-Spielzeit 2004/05 wechselte Westrum in die AHL zu den Utah Grizzlies, die nun mit Phoenix kooperierten. Nach einer erfolglosen Saison – die Grizzlies verpassten die Playoffs – wurde der Stürmer mit Dustin Wood zu den Minnesota Wild transferiert, die im Gegenzug Zbyněk Michálek an die Coyotes abgaben. Dort kam Westrum wiederum nur auf zehn Einsätze in der NHL und verbrachte den Rest der Spielzeit im Farmteam der Wild, den Houston Aeros. Es folgte ein weiterer Versuch bei den Toronto Maple Leafs, wo er aber nur zwei Spiele bestritt und wiederum den Großteil der Saison beim Farmteam, den Toronto Marlies, verbrachte.
Nach nur einer Saison verließ Westrum auch diesen Club wieder und wechselte 2007 in die Schweiz zum HC Ambrì-Piotta. Dort wurde er in der Saison 2007/08 PostFinance Top Scorer in der National League A (NLA) mit insgesamt 72 Punkten. Darüber hinaus war er auch bester Torschütze. Zusätzlich nahm er am Spengler Cup 2007 mit dem HC Davos teil. Nach der Saison 2011/12 beendete Westrum im Alter von 33 Jahren seine aktive Karriere als Eishockeyspieler.

### International
Im Jahr 2004 wurde Westrum in den Kader der US-Nationalmannschaft für die Weltmeisterschaft in Tschechien berufen, wo er mit dem Team die Bronzemedaille gewann. Zu dem Erfolg, den die Amerikaner mit einem 1:0 im Penaltyschießen über die Slowakei erreichten, steuerte der Mittelstürmer in neun Turnierbegegnungen fünf Scorerpunkte bei. Es sollten seine einzigen Einsätze für das Nationalteam bleiben.

## Erfolge und Auszeichnungen
| - 1999 WCHA All-Academic Team - 2000 WCHA Third All-Star Team - 2001 WCHA Second All-Star Team - 2006 Teilnahme am AHL All-Star Classic | - 2006 AHL First All-Star Team - 2007 Teilnahme am AHL All-Star Classic - 2008 PostFinance Top Scorer - 2008 Bester Torschütze der NLA |

### International
- 2004 Bronzemedaille bei der Weltmeisterschaft

## Karrierestatistik

### International
Vertrat die USA bei:
- Weltmeisterschaft 2004

(Legende zur Spielerstatistik: Sp oder GP = absolvierte Spiele; T oder G = erzielte Tore; V oder A = erzielte Assists; Pkt oder Pts = erzielte Scorerpunkte; SM oder PIM = erhaltene Strafminuten; +/− = Plus/Minus-Bilanz; PP = erzielte Überzahltore; SH = erzielte Unterzahltore; GW = erzielte Siegtore; 1 Play-downs/Relegation; Kursiv: Statistik nicht vollständig)